# FIVB World Grand Prix
De FIVB World Grand Prix was een internationale volleybalcompetitie speciaal voor vrouwen. De competitie werd sinds 1993 elk jaar georganiseerd door de FIVB. Het wordt gezien als de vrouwelijke variant van de FIVB World League.
De World Grand Prix werd in 1993 opgericht als onderdeel van de FIVB's marketingstrategie om volleybal te promoten en meer jaarlijkse competities te creëren. De Grand Prix maakte het vrouwenvolleybal bijzonder populair in Oost-Azië, waar bijna elk jaar de final four wordt georganiseerd.

## Erelijst
| Jaar | Plaats                  | Goud             | Zilver   | Brons            |
| ---- | ----------------------- | ---------------- | -------- | ---------------- |
| 1993 | Hongkong                | Cuba             | China    | Rusland          |
| 1994 | Shanghai, China         | Brazilië         | Cuba     | China            |
| 1995 | Shanghai, China         | Verenigde Staten | Brazilië | Cuba             |
| 1996 | Shanghai, China         | Brazilië         | Cuba     | Rusland          |
| 1997 | Kobe, Japan             | Rusland          | Cuba     | Zuid-Korea       |
| 1998 | Hongkong                | Brazilië         | Rusland  | Cuba             |
| 1999 | Yuxi, China             | Rusland          | Brazilië | China            |
| 2000 | Manilla, Filipijnen     | Cuba             | Rusland  | Brazilië         |
| 2001 | Macau                   | Verenigde Staten | China    | Rusland          |
| 2002 | Hongkong                | Rusland          | China    | Duitsland        |
| 2003 | Andria, Italië          | China            | Rusland  | Verenigde Staten |
| 2004 | Reggio Calabria, Italië | Brazilië         | Italië   | Verenigde Staten |
| 2005 | Sendai, Japan           | Brazilië         | Italië   | China            |
| 2006 | Reggio Calabria, Italië | Brazilië         | Rusland  | Italië           |
| 2007 | Ningbo, China           | Nederland        | China    | Italië           |
| 2008 | Yokohama, Japan         | Brazilië         | Cuba     | Italië           |
| 2009 | Tokio, Japan            | Brazilië         | Rusland  | Duitsland        |
| 2010 | Ningbo, China           | Verenigde Staten | Brazilië | Italië           |
| 2011 | Macau                   | Verenigde Staten | Brazilië | Servië           |
| 2012 | Ningbo, China           | Verenigde Staten | Brazilië | Turkije          |
| 2013 | Sapporo, Japan          | Brazilië         | China    | Servië           |
| 2014 | Tokio, Japan            | Brazilië         | Japan    | Rusland          |
| 2015 | Omaha, Verenigde Staten | Verenigde Staten | Rusland  | Brazilië         |

## Medaillespiegel
| Plaats | Land             | Goud | Zilver | Brons | Totaal |
| 1      | Brazilië         | 10   | 5      | 2     | 17     |
| 2      | Verenigde Staten | 6    | 0      | 2     | 8      |
| 3      | Rusland          | 3    | 6      | 4     | 13     |
| 4      | Cuba             | 2    | 4      | 2     | 8      |
| 5      | China            | 1    | 5      | 3     | 9      |
| 6      | Nederland        | 1    | 0      | 0     | 1      |
| 7      | Italië           | 0    | 2      | 4     | 6      |
| 8      | Japan            | 0    | 1      | 0     | 1      |
| 9      | Duitsland        | 0    | 0      | 2     | 2      |
| 9      | Servië           | 0    | 0      | 2     | 2      |
| 11     | Turkije          | 0    | 0      | 1     | 1      |
| 11     | Zuid-Korea       | 0    | 0      | 1     | 1      |
| Totaal | Totaal           | 23   | 23     | 23    | 69     |